# Džavf (pokrajina)
Džavf (arapski: الجوف Al-Jawf) - pokrajina Saudijske Arabije, koja se nalazi na sjeveru zemlje, na granici s Jordanom. 
Ima površinu od 100,212 km², a broj stanovnika iznosi 440,009 prema popisu iz 2010. Glavni grad je Sakakah.
Pokrajina ima tri distrikta : Sakakah, Qurayyat i Dumat Al-Jandal.

## Popis guvernera
Guverneri pokrajine od 1923. godine bili su:
- Princ Assaf al Husain, 1923.
- Princ Abdullah bin Aqeel, 1924.
- Princ Turki bin Ahmad bin Mohammed al Sudairi, 1926.
- Princ Abdurrahman bin Saeed, od 1928 do 1929.
- Princ Ibrahim al Nashmi, od 1929 do 1930
- Princ Turki bin Ahmad bin Mohammed al Sudairi, od 1930 do 1932
- Princ Abdu-Aziz bin Ahmad bin Mohammed al Sudairi, 1933.
- Princ Mohammed bin Ahmad bin Mohammed al Sudairi, od 1938. do 1943.
- Princ Abdurrahman bin Ahmad bin Mohammed al Sudairi, 1943.
- Princ Sultan bin Abdurrahman al Sudairi, 1989.
- Princ Abdul Ilah bin Abdulaziz al Saud, od 1998 do 2001.
- Princ Fahd bin Badr bin Abdulaziz al Saud, od 2001.